# Franci Petek
Franci Petek (né le 15 juin 1971 à Lesc) est un sauteur à ski slovène. Il a également concouru sous les couleurs yougoslaves.

## Palmarès

### Jeux Olympiques
| Épreuve / Édition | Albertville 1992 | Lillehammer 1994 |
| Petit Tremplin    | 21e              |                  |
| Grand Tremplin    | 8e               | 38e              |
| Par Equipes       | 6e               |                  |

### Championnats du monde
| Épreuve / Édition | Val di Fiemme 1991 | Thunder Bay 1995 |
| Petit Tremplin    | 8e                 | 20e              |
| Grand Tremplin    | Or                 |                  |

### Championnats du monde de vol à ski
| Épreuve / Édition | Vikersund 1990 |
| Individuel        | 22e            |

### Coupe du monde
- Meilleur classement final: 11e en 1991.
- 1 victoire.

### Saison par saison
| Année | Lieu               |
| 1990  | Engelberg (Suisse) |